# Nakami Keiya
Keiya Nakami (中美 慶哉 Nakami Keiya, sinh ngày 23 tháng 9 năm 1991) là một cầu thủ bóng đá người Nhật Bản. Anh thi đấu cho Matsumoto Yamaga FC.

## Thống kê câu lạc bộ
Cập nhật đến ngày 23 tháng 2 năm 2017.
| Thành tích câu lạc bộ | Thành tích câu lạc bộ | Thành tích câu lạc bộ | Giải vô địch | Giải vô địch | Cúp                   | Cúp                   | Cúp Liên đoàn | Cúp Liên đoàn | Khác    | Khác      | Tổng cộng | Tổng cộng |
| Mùa giải              | Câu lạc bộ            | Giải vô địch          | Số trận      | Bàn thắng    | Số trận               | Bàn thắng             | Số trận       | Bàn thắng     | Số trận | Bàn thắng | Số trận   | Bàn thắng |
| Nhật Bản              | Nhật Bản              | Nhật Bản              | Giải vô địch | Giải vô địch | Cúp Hoàng đế Nhật Bản | Cúp Hoàng đế Nhật Bản | J. League Cup | J. League Cup | Khác1   | Khác1     | Tổng cộng | Tổng cộng |
| --------------------- | --------------------- | --------------------- | ------------ | ------------ | --------------------- | --------------------- | ------------- | ------------- | ------- | --------- | --------- | --------- |
| 2014                  | Tochigi SC            | J2 League             | 15           | 1            | 0                     | 0                     | –             | –             | –       | –         | 15        | 1         |
| 2015                  | Tochigi SC            | J2 League             | 41           | 10           | 1                     | 0                     | –             | –             | –       | –         | 42        | 10        |
| 2016                  | Sagan Tosu            | J1 League             | 0            | 0            | –                     | –                     | 0             | 0             | –       | –         | 0         | 0         |
| 2016                  | Zweigen Kanazawa      | J2 League             | 21           | 2            | 0                     | 0                     | –             | –             | 2       | 2         | 23        | 4         |
| Tổng                  | Tổng                  | Tổng                  | 77           | 13           | 1                     | 0                     | 0             | 0             | 2       | 2         | 80        | 15        |

1Bao gồm J3 Relegation Playoffs.